# SMS Tegetthoff (1878)
Pour les autres navires du même nom, voir SMS Tegetthoff et SMS Mars.
Le SMS Tegetthoff a été le dernier cuirassé à coque en fer construit pour la Marine austro-hongroise (K.u.K. Kriesgmarine).

C'est le premier navire, avant le cuirassé de classe Tegetthoff le SMS Tegetthoff à porter le nom de Wilhelm von Tegetthoff (1827-1871), ancien amiral de la Marine austro-hongroise.

## Conception
À l'origine, ce cuirassé à réduit central était un trois-mâts barque avec une voilure de 1 348 m2 et une machine à vapeur auxiliaire.

Il possédait 6 canons Krupp de 380 mm dans la casemate centrale.

Lors d'une refonte en 1893, le gréement a été transformé et les mâts ont été militarisés avec des casemates renfermant des canons antiaériens. Le premier moteur à une hélice ne permettait de naviguer qu'à 13,3 nœuds. Il fut remplacé par deux moteurs à expansion et deux hélices pour naviguer à 15,5 nœuds.

Son armement fut amplifié et modernisé à cette même date (voir fichier info).

## Histoire
Le Tegetthoff servit activement dans la flotte austro-hongroise jusqu'en 1912.

À cette date il fut mis en réserve au port de Pula et fut rebaptisé SMS Mars. Son nom d'origine fut libéré pour le nouveau cuirassé dreadnought SMS Tegetthoff de classe Tegetthoff.
Après la Première Guerre mondiale il a été remis à l'Italie où il fut démantelé en 1920.

## Crédits
- (en) Cet article est partiellement ou en totalité issu de l’article de Wikipédia en anglais intitulé « SMS Tegetthoff (1878) » (voir la liste des auteurs).